# Халонен, Эмиль
Эмиль Халонен (фин. Halonen, Eemeli; 21 мая 1875, Лапинлахти, Куопиоская губерния — 5 ноября 1950, Хельсинки) — финский скульптор. Родился в Лапинлахти, изучал деревообработку в Ремесленной школе Лаппеенранты и Лапвеси. Позже изучал скульптуру у Эмиля Викстрёма в Финской художественной школе. Ездил учиться в Россию, Францию и Италию. Живя в Лапинлахти, лепил изображения простых людей, а также общественные работы, работал в дереве и камне. После переезда в Хельсинки в 1919 году, начал принимать заказы, например, на надгробия. Скульптура Минны Кант, открытая в Куопио в 1937 году, является одной из самых известных его работ. Халонен неоднократно создавал художественные образы из финского национального эпоса Калевала. Это были женские персонажи от Лоухи до Соткоттаре.

## Работы
- Шесть декоративных скульптур, Дом Лаллуки, Выборг 1903—1904
- Девушка с платком, 1908
- Мать и дети, гранит, Дом Суоми-Салама Хельсинки 1911
- Надгробие Эрнеста Неванлинна (Semper Excelsior) на кладбище Хиетаниеми, Хельсинки, 1934 (копии на кладбище Турку и старом кладбище Лапинлахти)
- Статуя Минны Кант, Куопио, 1937
- Статуи героев Муурувеси, Иисалми, Куопио и Хиитола

## Фотографии работ
- Надгробие учителя и писателя Каупписа-Хейкки, 1920
- Надгробие финского журналиста и политика Эркко Ээро, кладбище Хиетаниеми, 1927